# Laráni
Laráni, en grec moderne : Λαράνι, est un village du dème de Gortyne, dans le district régional de Héraklion, de la Crète, en Grèce. Selon le recensement de 2011, la population de Laráni compte 191 habitants.
Le village est situé à une distance de 37,5 km de Héraklion et à une altitude de 440 mètres. 

## Histoire
Le village de l'époque de l'occupation vénitienne se composait de deux colonies, ce qui est toujours valable aujourd'hui. La première référence à celles-ci est faite dans un document de 1301. En 1583, il est mentionné dans le recensement de Castrofilaca sous les noms de Laragni Catto avec 88 habitants et Laragni Apano avec 58 habitants. Pendant l'occupation turque, c'est un village turc. En 1881, 304 Turcs et la colonie fait partie de la municipalité de Megáli Vrísi.  Le nom du village est dû à son premier habitant, qui s'appelait Laráni.